# Rock City (Version 2.0)
Rock City (Version 2.0) – debiutancki album rapera Royce da 5’9” wydany w 2002. Album oryginalnie miał nazywać się Rock City, ale ze względu na dużą ilość niecenzuralnych treści krążek musiał zostać wydany jako Version 2.0 (pl:Wersja 2.0), zawierał zmienioną listę piosenek. Single takie jak „Rock City”, „U Can’t Touch Me” oraz „Boom”. Tytułowy kawałek zawiera inny bit oraz mniejszą ilość gitary w porównaniu do wersji z oryginalnego albumu Rock City. Album sprzedał się w ilości ponad 75 tys. na całym świecie.

## Lista utworów
| Nr. | Tytuł                             | Producent                 | Współwykonawcy                | Długość | Sample |
| --- | --------------------------------- | ------------------------- | ----------------------------- | ------- | --- |
| 1   | „It’s Tuesday (Intro)”            | Nashiem Myrick, Lee Stone |                               | 3:02    | |
| 2   | „Rock City”                       | Red Spyda                 | Eminem                        | 4:14    | |
| 3   | „Off Parole”                      | The Neptunes              | Tre Little                    | 6:05    | |
| 4   | „My Friend”                       | DJ Premier                |                               | 3:30    | - „Let’s Have Some Fun” by The Bar-Kays - „Cross My Heart” by Killah Priest Feat. Inspectah Deck & GZA (vocals by Killah Priest)                                            |
| 5   | „You Can't Touch Me”              | Trackmasters              |                               | 3:56    | |
| 6   | „Mr. Baller”                      | The Neptunes              | Clipse, Pharrell & Tre Little | 4:26    | |
| 7   | „Let’s Go”                        | Carlos „6 July” Broady    | Twista                        | 4:18    | |
| 8   | „D-Elite”                         | Ty Fyffe                  |                               | 1:42    | |
| 9   | „Take His Life”                   | Rob „Reef” Teflow         | Tre Little                    | 4:21    | |
| 10  | „Nickel Nine Is...”               | Rob „Reef” Teflow         |                               | 4:56    | |
| 11  | „Boom”                            | DJ Premier                |                               | 3:56    | - „Forever Is a Long, Long Time” by Marc Hannibal - „Anthology” by Kay-Gees - „You Know My Steez” by Gang Starr (vocals by Guru) - „Afro Puffs” by The Lady of Rage (vocal) |
| 12  | „Soldier’s Story”                 | Rob „Reef” Teflow         |                               | 4:18    | |
| 13  | „Who Am I”                        | Carlos „6 July” Broady    |                               | 3:44    | |
| 14  | „Life”                            | Ayatollah                 | Amerie                        | 5:20    | |
| 15  | „King of Kings” (utwór dodatkowy) | Melvin „Doc Soose” Tucker |                               | 4:06    | |